# Matias Malmberg
Matias Gunnar Malmberg (Frederiksberg, 31 de agosto de 2000) es un deportista danés que compite en ciclismo en las modalidades de pista y ruta. Ganó dos medallas en el Campeonato Europeo de Ciclismo en Pista de 2021, oro en persecución por equipos y bronce en ómnium.

## Medallero internacional
| Campeonato Europeo | Campeonato Europeo | Campeonato Europeo | Campeonato Europeo      |
| Año                | Lugar              | Medalla            | Competición             |
| ------------------ | ------------------ | ------------------ | ----------------------- |
| 2021               | Grenchen (Suiza)   | Medalla de oro     | Persecución por equipos |
| 2021               | Grenchen (Suiza)   | Medalla de bronce  | Ómnium                  |

## Palmarés
2022
- 1 etapa del Flanders Tomorrow Tour